# Аидония
Аидония (греч. Aηδόνια) — некрополь микенского периода в Греции на Пелопоннесе. Расположен в 8 километрах к северо-западу от Немеи в деревне Аидонии в общине (диме) Немее в периферийной единице Коринфии в периферии Пелопоннес.
Ценные находки свидетельствуют о существовании важного микенского поселения, возможно Арефиреи (Αιρεθυρέα). Под этим именем был известен Флиунт. Гомер упоминает Арефирею в «Списке кораблей» в «Илиаде»:

Орнии град населявших, весёлую Арефирею.
Комплекс состоит из 17 погребальных камер, в которые ведут дромосы. Находки указывают на близкие связи людей с Микенами и Арголидой в целом. Найдено 270 керамических сосудов, остраконов и статуэток.
В 1978—1980 годах кладбище было разграблено чёрными копателями.

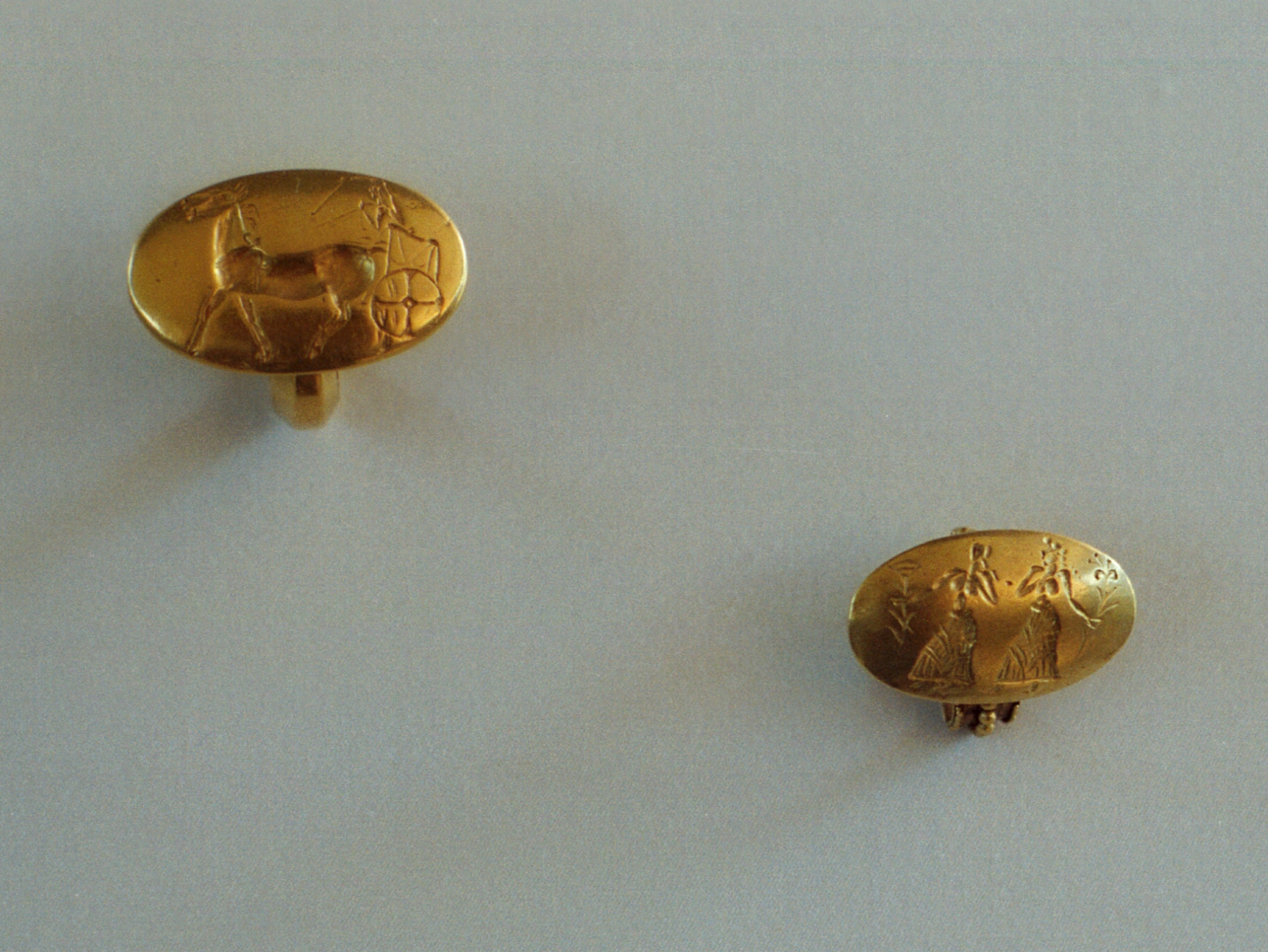
Золотые кольца из некрополя Аидонии. Микенский период. Археологический музей Немеи

Часть предметов, украденных из некрополя, в апреле 1993 году была выставлена на аукционе в галерее Michael Ward Gallery в Нью-Йорке. В состав коллекции входили четыре золотых кольца, кольцо из янтаря в виде обезьяны, золотые украшения, амулеты из талькохлорита, халцедона и аметиста, многочисленные бусы различных форм из золота, полудрагоценных камней, янтаря, фаянса и стекла. Большинство предметов относятся к XV—XIV веку до н. э. Кольцо из янтаря и каменный скарабей из аметиста с грифоном относятся к XVI веку до н. э. Некоторые бусины из полудрагоценных камней, фаянса и стекла относятся к XIV—XIII веку до н. э. В декабре 1993 года коллекция передана в Society for the Preservation of the Greek Heritage (SPGH) в Вашингтоне. Возвращены в 1996 году в Грецию и выставлены в Археологическом музее Немеи.
У микенских образцов из Аидонии определили митохондриальные гаплогруппы N1b1a2 (n=2), K1a2c, U5a1d2b, R0a1a и Y-хромосомные гаплогруппы C1a2, J2a, J2a2~ (Y24510), R1b1a1b-PF7562.